# Preding
Preding  är en ort och kommun i Österrike. Den ligger i distriktet Deutschlandsberg i förbundslandet Steiermark, 170 km sydväst om huvudstaden Wien.
Kommunen består av fem orter (Ortschaften) (inom parentes invånarantal 1 januari 2024):
- Klein-Preding (115)
- Preding (965)
- Tobis (392)
- Tobisberg (86)
- Wieselsdorf (358)